# Thandla
Thandla é uma cidade e uma nagar panchayat no distrito de Jhabua, no estado indiano de Madhya Pradesh.

## Geografia
Thandla está localizada a 23° 00′ N, 74° 34′ L. Tem uma altitude média de 271 metros (889 pés).

## Demografia
Segundo o censo de 2001, Thandla tinha uma população de 12 685 habitantes. Os indivíduos do sexo masculino constituem 52% da população e os do sexo feminino 48%. Thandla tem uma taxa de literacia de 73%, superior à média nacional de 59,5%: a literacia no sexo masculino é de 80% e no sexo feminino é de 66%. Em Thandla, 14% da população está abaixo dos 6 anos de idade.